# Đeletovci
Đeletovci ist ein Ort im östlichen Kroatien in der Region Slawonien. Der Ort gehört administrativ zur Gemeinde Nijemci in der Gespanschaft Vukovar-Srijem (kroat. Vukovarsko-srijemska županija). Đeletovci hat 685 Einwohner (Zählung 2001).